# Adolfo Scilingo
Adolfo Francisco Scilingo Manzorro  (* 28. Juli 1946 in Bahía Blanca) ist ein argentinischer Korvettenkapitän und war als Marineoffizier während der Militärdiktatur von 1976 bis 1983 an staatsterroristischen Aktivitäten beteiligt. Er verbüßt eine langjährige Haftstrafe in Spanien.

## Beteiligung an Verbrechen während der Militärdiktatur
Der ehemalige Soldat Scilingo war 1995 empört, dass Offiziere, die das Verschwindenlassen und Todesflüge leiteten, weiter befördert wurden, während zwei niedere Soldaten, die ihre Beteiligung daran in ihren Beförderungsgesprächen herausstellten, nicht mehr befördert wurden. Er wandte sich daher an den Journalisten Horacio Verbitsky, der eine Reihe von Interviews mit ihm führte, in denen Scilingo seine Beteiligung an sogenannten „Todesflügen“ (vuelos de la muerte) zugab, die bis dahin noch nicht bekannt waren. Dabei hatten die argentinischen Militärs gefangene politische Gegner „verschwindenlassen“, indem sie sie lebend aus Militärflugzeugen in den Atlantik bzw. in den Río de la Plata warfen. Scilingo beschrieb die Todesflüge im Detail. Den Gefangenen wurde erzählt, dass sie nach Südargentinien in ein Gefängnis gebracht würden und sie daher eine Impfung brauchten. Diese „Impfung“ war jedoch ein starkes Betäubungsmittel. Die Bewusstlosen wurden dann nackt ausgezogen und aus mehreren tausend Metern Höhe lebend ins Meer geworfen.
Regelmäßig jeden Mittwoch startete ein Flugzeug mit zehn bis fünfzehn Gefangenen an Bord. Etwa 2000 Personen sollen so in zwei Jahren ermordet worden sein.
Gegenüber Baltasar Garzón, einem Untersuchungsrichter der Audiencia Nacional de España räumte er ein, dass er an zwei Todesflügen beteiligt gewesen war. Laut Fernando Mas behauptete Scilingo bei seiner Aussage vor Garzón entschieden, dass hochrangige Militärs der Marine an den Verbrechen beteiligt waren.
Während der Militärdiktatur war die Escuela Superior de Mecánica de la Armada (ESMA) (Mechanikerschule der Marine) ein Haft- und Folterzentrum. Scilingo erläuterte die Funktionsweise der ESMA als die Operationszentrale der Marine im Kampf gegen die so genannte Subversion und damit als Zentrum des später so bezeichneten Schmutzigen Kriegs.
Am 19. April 2005 wurde Scilingo in Spanien für Verbrechen gegen die Menschlichkeit von 1976 und 1977 zu einer Strafe von 640 Jahren Gefängnis verurteilt.
Im Verfahren wurde Scilingo die Verantwortung für den Tod von 30 Menschen sowie Freiheitsberaubung und Folter nachgewiesen. Im Juli 2007 erhöhte der oberste spanische Gerichtshof das Strafmaß auf 1.084 Jahre, da nachgewiesen wurde, dass er an 255 weiteren Freiheitsberaubungen beteiligt gewesen war.